# Steel River (Oberer See)
Der Steel River ist ein Zufluss des Oberen Sees im Thunder Bay District in der kanadischen Provinz Ontario.
Der Steel River hat seinen Ursprung im Cairngorm Lake, den er an dessen Nordufer verlässt. Über den Esker Lake fließt er zum langgestreckten Steel Lake ab, welchen er vollständig von Süden nach Norden durchfließt. Er fließt ein kurzes Stück weiter in nordnordöstlicher Richtung, bis er auf den von Norden kommenden Little Steel River trifft. Nach der Vereinigung der beiden Flüsse fließt der Steel River in südlicher Richtung und erreicht nach etwa 60 km den Santoy Lake. Diesen durchfließt er und mündet schließlich 15 km östlich von Terrace Bay in den Oberen See. An seiner Mündung überquert der Trans-Canada Highway (Ontario Highway 17) den Fluss.
Der Steel River hat vom Abfluss aus dem langgestreckten See Cairngorm Lake bis zu seiner Mündung in den Oberen See eine Länge von etwa 140 km.
Der Steel River bis zu seiner Mündung in den Santoy Lake und ein Teil des Flusslaufs seines Nebenflusses Little Steel River liegen im Steel River Provincial Park.
Der Fluss ist ein Ziel von Kanuten. Die so genannte Steel Circle Route führt vom Santoy Lake über die Diablo Lake Portage zum Cairngorm Lake. Von dort führt die Paddelstrecke den Steel River hinunter bis zum Ausgangspunkt. Die 130 km lange Strecke lässt sich in 8 Tagen bewältigen.